# Essey-et-Maizerais
Essey-et-Maizerais è un comune francese di 403 abitanti situato nel dipartimento della Meurthe e Mosella nella regione del Grand Est.

## Società

### Evoluzione demografica
Abitanti censiti